# Айн-эль-Бейда (Латакия)
Айн-эль-Бейда (араб. عين البيضا‎) — небольшой город на северо-западе Сирии, расположенный на территории мухафазы Латакия. Входит в состав района Латакия. Является административным центром одноимённой нахии.

## Географическое положение
Город находится в северной части мухафазы, к западу от Водохранилища 16 октября, образованного на реке Нахр-эль-Кабир-эш-Шамали, на высоте 355 метров над уровнем моря.

Айн-эль-Бейда расположена на расстоянии приблизительно 13 километров к северо-востоку от города Латакия, административного центра провинции и на расстоянии 236 километров к северо-северо-западу (NNW) от Дамаска, столицы страны.

## Население
По данным официальной переписи 2004 года численность населения города составляла 1629 человек (810 мужчин и 819 женщин). В конфессиональном составе населения преобладают алавиты.

## Транспорт
Ближайший гражданский аэропорт — Международный аэропорт имени Басиля Аль-Асада.